# ELCAN

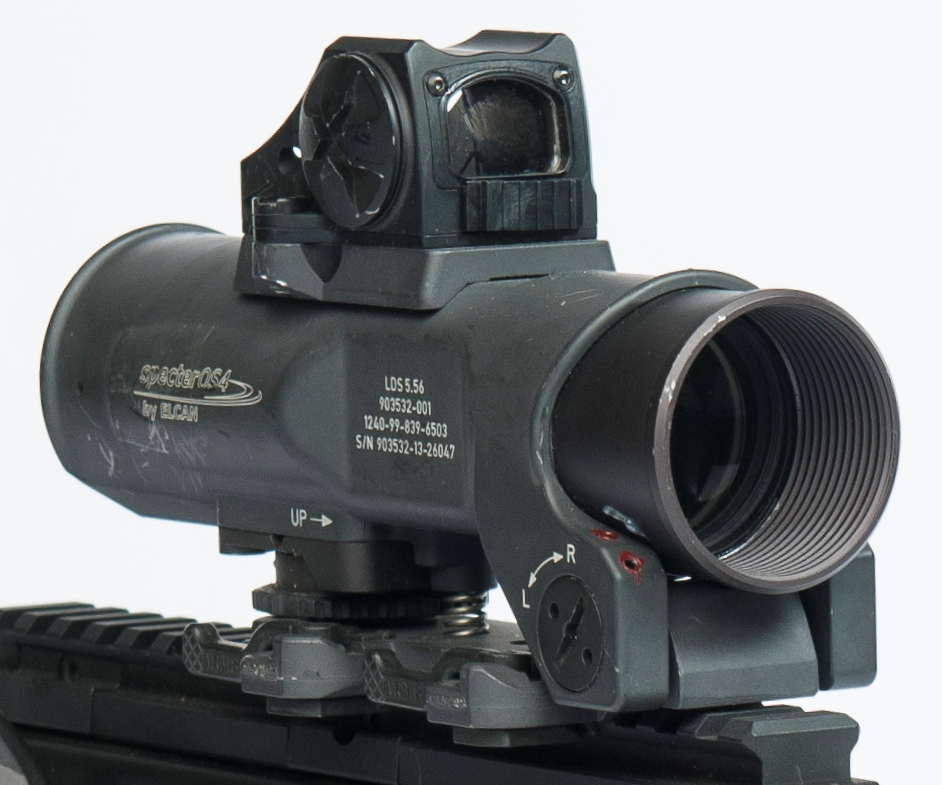
ELCAN SpecterDR 1x/4×照準器

レイセオンELCANオプティカル・テクノロジーズ（英語: Raytheon ELCAN Optical Technologies または単にELCAN すなわちエルンスト・ライツ・カナダの略）とは、カナダのオンタリオ州ミッドランドに所在する光学機器・電子機器メーカーである。アメリカの防衛企業であるレイセオン社に保有されている。
エルカンは軍民双方の市場に向けて光学機器を製造・販売している。

## 沿革
ドイツの光学企業であったエルンスト・ライツ社が第二次世界大戦後の1952年にミッドランドに設立したカメラ・レンズの製造工場がその源流である。当初はライカの民生用カメラ製品（ライカ・M4、M4-2、M4-P、CL、M5、ズミクロン35mmなど）も製造していたが、やがてその収益の大半をアメリカの軍需産業（ヒューズ・エアクラフト社など）から得るようになり、1990年には工場はヒューズ社に売却された（民生用カメラ製品の製造はドイツに戻された）。
その後、社名も「ヒューズ・ライツ・オプティカル・テクノロジーズ」に変更されたが、レイセオンが1997年にヒューズ社の防衛事業を買収したことに伴いレイセオン傘下となった。光学産業において世界的なブランドとして確立されていたため、社名にELCANの文字が残された。

## 製品

### 個人携行光学機器
ELCANの製品で最も有名とされるのは、プリズム式のエルカンC79スコープである。C79の倍率・口径は3.4×28であり、スナイパー向けに設計されたわけではなく、一般的な歩兵または選抜射手が所持するライフルに装着されることが意図されている。
C79の亜種には機関銃向けのM145がある。C79ではマウント部で弾道を調整するのに対し、M145ではレティクルに調整する仕組みが組み込まれている。レティクルの照明はバッテリー駆動のLEDであり、明るさを11段階に調整できる。米軍のM249およびM240機関銃に使用されている。
ELCANの現行製品には「スペクター」ラインの戦闘用光学照準器各種がある。Specter 4×、DR 1.5×/6×、DR 1x/4×およびTR 1/3/9などの光学照準器には、5.56x45mm NATO弾または7.62x51mm NATO弾向けの弾道落下補正用レティクルが備えられている。コルト・カナダ C7、ミニミ軽機関銃、FN MAGやHK416などの銃器に装着して使用される。

### カメラ製品
21世紀現在、ELCANはこの種の製品を製造販売していないが、第二次世界大戦後の一定時期には軍用・民生用のライカのカメラ製品を製造していた。
- KE-7AおよびELCAN 50mm f2 - 米軍からの発注を受け1972年に製造した、それぞれライカ・M4カメラおよびズミクロン50mmレンズの軍用バリエーション。両者のセットで250台が米軍に納入され、250台が民間向けに販売されたとされる[5]。